# Trophée Hart
Pour les articles homonymes, voir Hart.
Le trophée Hart — en anglais Hart Memorial Trophy — est un trophée de hockey sur glace remis annuellement en Amérique du Nord. Il est décerné au meilleur joueur — autrement nommé « joueur jugé le plus utile à son équipe » au Canada francophone ou encore Most Valuable Player en anglais — de la Ligue nationale de hockey en saison régulière. Le récipiendaire est choisi par vote par l'Association professionnelle de la presse écrite.
Le trophée date de 1923 quand le Dr David Hart en fit don à la LNH. Le Dr Hart était le père de Cecil Hart, entraîneur-chef et directeur-gérant du Canadiens de Montréal. Le trophée original a été retiré et placé au Temple de la renommée du hockey en 1960 puis remplacé par un nouveau trophée nommé à la mémoire de Cecil Hart.

## Gagnants du trophée Hart
Liste des récipiendaires :
- 1924 – Julius Nighbor , Sénateurs d'Ottawa
- 1925 – Harry Burch , Tigers de Hamilton
- 1926 – Nelson Stewart, Maroons de Montréal
- 1927 – Herbert Gardiner , Canadiens de Montréal
- 1928 – Howard Morenz, Canadiens de Montréal
- 1929 – Roy Worters , Americans de New York
- 1930 – Nelson Stewart , Maroons de Montréal
- 1931 – Howard Morenz, Canadiens de Montréal
- 1932 – Howard Morenz , Canadiens de Montréal
- 1933 – Edward Shore, Bruins de Boston
- 1934 – Aurèle Joliat , Canadiens de Montréal
- 1935 – Edward Shore, Bruins de Boston
- 1936 – Edward Shore, Bruins de Boston
- 1937 – Albert Siebert , Canadiens de Montréal
- 1938 – Edward Shore , Bruins de Boston
- 1939 – Hector Blake , Canadiens de Montréal
- 1940 – Ebenezer Goodfellow , Red Wings de Détroit
- 1941 – William Cowley, Bruins de Boston
- 1942 – Thomas Anderson , Americans de Brooklyn
- 1943 – William Cowley , Bruins de Boston
- 1944 – Walter Pratt , Maple Leafs de Toronto
- 1945 – Elmer Lach , Canadiens de Montréal
- 1946 – Maxwell Bentley , Black Hawks de Chicago
- 1947 – Maurice Richard , Canadiens de Montréal
- 1948 – Herbert O'Connor , Rangers de New York
- 1949 – Sidney Abel , Red Wings de Détroit
- 1950 – Claude Rayner , Rangers de New York
- 1951 – Milton Schmidt , Bruins de Boston
- 1952 – Gordon Howe, Red Wings de Détroit
- 1953 – Gordon Howe, Red Wings de Détroit
- 1954 – Elwin Rollins , Black Hawks de Chicago
- 1955 – Theodore Kennedy , Maple Leafs de Toronto
- 1956 – Jean Béliveau, Canadiens de Montréal
- 1957 – Gordon Howe, Red Wings de Détroit
- 1958 – Gordon Howe, Red Wings de Détroit
- 1959 – Andrew Bathgate , Rangers de New York
- 1960 – Gordon Howe, Red Wings de Détroit
- 1961 – Bernard Geoffrion , Canadiens de Montréal
- 1962 – Jacques Plante , Canadiens de Montréal
- 1963 – Gordon Howe , Red Wings de Détroit
- 1964 – Jean Béliveau , Canadiens de Montréal
- 1965 – Robert Hull, Black Hawks de Chicago
- 1966 – Robert Hull , Black Hawks de Chicago
- 1967 – Stanley Mikita, Black Hawks de Chicago
- 1968 – Stanley Mikita , Black Hawks de Chicago
- 1969 – Philip Esposito, Bruins de Boston
- 1970 – Robert Orr, Bruins de Boston
- 1971 – Robert Orr, Bruins de Boston
- 1972 – Robert Orr , Bruins de Boston
- 1973 – Robert Clarke, Flyers de Philadelphie
- 1974 – Philip Esposito , Bruins de Boston
- 1975 – Robert Clarke, Flyers de Philadelphie
- 1976 – Robert Clarke , Flyers de Philadelphie
- 1977 – Guy Lafleur, Canadiens de Montréal
- 1978 – Guy Lafleur , Canadiens de Montréal
- 1979 – Bryan Trottier , Islanders de New York
- 1980 – Wayne Gretzky, Oilers d'Edmonton
- 1981 – Wayne Gretzky, Oilers d'Edmonton
- 1982 – Wayne Gretzky, Oilers d'Edmonton
- 1983 – Wayne Gretzky, Oilers d'Edmonton
- 1984 – Wayne Gretzky, Oilers d'Edmonton
- 1985 – Wayne Gretzky, Oilers d'Edmonton
- 1986 – Wayne Gretzky, Oilers d'Edmonton
- 1987 – Wayne Gretzky, Oilers d'Edmonton
- 1988 – Mario Lemieux, Penguins de Pittsburgh
- 1989 – Wayne Gretzky (9), Kings de Los Angeles
- 1990 – Mark Messier, Oilers d'Edmonton
- 1991 – Brett Hull , Blues de Saint-Louis
- 1992 – Mark Messier , Rangers de New York
- 1993 – Mario Lemieux, Penguins de Pittsburgh
- 1994 – Sergueï Fiodorov , Red Wings de Détroit
- 1995 – Eric Lindros , Flyers de Philadelphie
- 1996 – Mario Lemieux , Penguins de Pittsburgh
- 1997 – Dominik Hašek, Sabres de Buffalo
- 1998 – Dominik Hašek , Sabres de Buffalo
- 1999 – Jaromír Jágr , Penguins de Pittsburgh
- 2000 – Christopher Pronger , Blues de Saint-Louis
- 2001 – Joseph Sakic , Avalanche du Colorado
- 2002 – José Théodore , Canadiens de Montréal
- 2003 – Peter Forsberg , Avalanche du Colorado
- 2004 – Martin St-Louis , Lightning de Tampa Bay
- 2005 – Saison annulée
- 2006 – Joseph Thornton , Sharks de San José
- 2007 – Sidney Crosby, Penguins de Pittsburgh
- 2008 – Aleksandr Ovetchkine, Capitals de Washington
- 2009 – Aleksandr Ovetchkine, Capitals de Washington
- 2010 – Henrik Sedin , Canucks de Vancouver
- 2011 – Corey Perry , Ducks d'Anaheim
- 2012 – Ievgueni Malkine , Penguins de Pittsburgh
- 2013 – Aleksandr Ovetchkine , Capitals de Washington
- 2014 – Sidney Crosby , Penguins de Pittsburgh
- 2015 – Carey Price , Canadiens de Montréal
- 2016 – Patrick Kane , Blackhawks de Chicago
- 2017 – Connor McDavid , Oilers d'Edmonton
- 2018 – Taylor Hall , Devils du New Jersey
- 2019 – Nikita Koutcherov , Lightning de Tampa Bay
- 2020 – Leon Draisaitl , Oilers d'Edmonton
- 2021 – Connor McDavid, Oilers d'Edmonton
- 2022 – Auston Matthews , Maple Leafs de Toronto
- 2023 – Connor McDavid , Oilers d'Edmonton
- 2024 – Nathan MacKinnon , Avalanche du Colorado
- 2025 – Connor Hellebuyck , Jets de Winnipeg